# Tour de Jakarta
Le Tour de Jakarta est une course cycliste disputée en Indonésie. Deux éditions ont été inscrites à l'UCI Asia Tour en catégorie 1.2 en 2010 et 2012.

## Palmarès
| Année | Vainqueur      | Deuxième          | Troisième           |
| ----- | -------------- | ----------------- | ------------------- |
| 2010  | Matnur Matnur  | Nunung Burhanudin | Projo Waseso        |
| 2012  | Cris Joven     | Hari Fitrianto    | Patria Rastra       |
| 2016  | Ryan MacAnally | Mohd Zamri Saleh  | Fatahillah Abdullah |